# Claude Jameson
Claude Stanley Jameson (Missouri, 20 gennaio 1886 – Los Angeles, 12 febbraio 1943) è stato un calciatore statunitense, di ruolo attaccante.
Nel 1904 fece parte della squadra del St. Rose Parish che conquistò la medaglia di bronzo nel torneo di calcio dei Giochi della III Olimpiade.
Anche suo fratello Henry era parte del St. Rose Parish.